# رافاييل لوبيز (أستاذ جامعي)
رافاييل لوبيز (بالإسبانية: Rafael López Guzmán)‏ (و. 1958  م) هو أستاذ جامعي، وباحث، ومؤرخ الفن، وكاتب إسباني، ولد في أويلما.